# Грін Тауншип (округ Бівер, Пенсільванія)
Грін Тауншип (англ. Greene Township) — селище (англ. township) в США, в окрузі Бівер штату Пенсільванія. Населення — 2187 осіб (2020).

## Демографія
Згідно з переписом 2010 року, у селищі мешкало 2356 осіб у 848 домогосподарствах у складі 683 родин. Було 900 помешкань
Расовий склад населення:
| - 98,7 % — білих - 0,4 % — чорних або афроамериканців - 0,2 % — корінних американців - 0,2 % — азіатів - 0,1 % — вихідців з тихоокеанських островів |

До двох чи більше рас належало 0,5 %. Частка іспаномовних становила 0,8 % від усіх жителів.
За віковим діапазоном населення розподілялося таким чином: 24,7 % — особи молодші 18 років, 63,9 % — особи у віці 18—64 років, 11,4 % — особи у віці 65 років та старші. Медіана віку мешканця становила 41,5 року. На 100 осіб жіночої статі у селищі припадало 102,8 чоловіків;  на 100 жінок у віці від 18 років та старших — 99,9 чоловіків також старших 18 років.
Середній дохід на одне домашнє господарство  становив 74 203 долари США (медіана — 63 884), а середній дохід на одну сім'ю — 82 580 доларів (медіана — 74 000). Медіана доходів становила 58 611 долар для чоловіків та 30 938 доларів для жінок. За межею бідності перебувало 8,3 % осіб, у тому числі 9,7 % дітей у віці до 18 років та 7,4 % осіб у віці 65 років та старших.
Цивільне працевлаштоване населення становило 1038 осіб. Основні галузі зайнятості: освіта, охорона здоров'я та соціальна допомога — 22,4 %, виробництво — 13,2 %, транспорт — 12,3 %, науковці, спеціалісти, менеджери — 11,8 %.